# Мурьянов, Михаил Фёдорович
 Михаи́л Фёдорович Мурья́нов  (род. 21 ноября 1928 — 6 июня 1995, Москва) — советский и российский филолог. Доктор филологических наук, ведущий научный сотрудник Института мировой литературы им. А. М. Горького РАН. Один из ведущих специалистов по древней славянской книжности. Автор работ по романо-германской и византийской литературе, фольклористике, иконографии, этимологии.

## Биография
Окончил филологический факультет Ленинградского университета, где специализировался по кафедре немецкой филологии. Под руководством академика В. М. Жирмунского защитил кандидатскую диссертацию: «Реконструкция романо-германских средневековых рукописей (на материале ленинградских собраний)». В 1985 году защитил докторскую диссертацию: «Гимнография Киевской Руси: филологическое исследование». Работал в Институте русской литературы (Пушкинский Дом), а после переезда в Москву — в Институте русского языка и Институте мировой литературы РАН. Написал более двадцати статей для «Лермонтовской энциклопедии».

## Основные публикации
(Из статьи:Библиография опубликованных трудов М. Ф. Мурьянова (1959—1996) / Сост. И. В. Мурьянова // Philologica, 1996. — Т. 3. — № 5/7. — С. 57—67)
1959
- Происхождение слова «артиллерия»: Сборник исследований и материалов Артиллерийского исторического музея. — Ленинград, 1959 . Вып. IV. — С. 253—257.

1960
- Новый факт знакомства Руси с огнестрельным оружием // Вопросы истории, 1960. — № 8. — С. 218—219 (совместно с В. Б. Вилинбаховым).

1962
- ‘Zur Überlieferung von Wolframs «Willehalm»’, Beiträge zur Geschichte der deutschen Sprache und Literatur, 1962, Bd. 84, H. 1/2, 224—235 (in Gemeinschaft mit H. Szczerba).
- ‘Leningrader Passional-Fragment’, Ibid., 236—248, [4 Taf.] (in Gemeinschaft mit H. Szczerba).

1964
- ‘Zur Überlieferung des Seelentrostes: Mit einem Tafelteil im Anhang’, Ibid., 1964, Bd. 86, H. 1/2, 189—224, [3 Taf.].
- ‘Древнейший пергамен Ленинградского университета’, Вестник Ленинградского университета, Серия истории, языка и литературы, 1964, № 20, вып. 4, 151—154, [1 л. илл.].
- ‘Zur Entstehungsgeschichte der Ausgaben Gregorii Magni Opera, 1518—1533’, Bibliothèque d’Humanisme et Renaissance, 1964, t. XXVI, 365—371, [4 pl.].
- ‘Note sur deux nouveaux fragments de l’Aliscans’, Romania, 1964, t. LXXXV, № 340 (4), 533—540.

1965
- ‘Zweites Leningrader Passional-Fragment’, Beiträge zur Geschichte der deutschen Sprache und Literatur, 1965, Bd. 87, H. 3, 465—470.
- ‘Fragment d’une nouvelle version du miracle de la Vierge «Le sacristain noyé»’, Romania, 1965, t. LXXXVI, № 342 (2), 254—260.
- ‘Handschriftliches aus Leningrad’, Vox Romanica, 1965, t. 24, fasc. 1, 82—87.
- ‘Reste eines Plenarmissale in Leningrad’, Scriptorium, 1965, t. XIX, № 2, 279—281, pl. 24.
- ‘Zur Überlieferung der Passio SS. Johannis et Pauli’, Analecta Bollandiana, 1965, t. 83, fasc. 3/4, 361—364.
- ‘Leningrader Sacramentartexte’, Sacris Erudiri, 1965, t. XVI, 455—464, [3 pl.].
- ‘Eine patristische Mischhandschrift mit dem ersten Reklamantenbeleg’, Ibid., 465—469, [1 pl.].
- ‘Zum beneventanischen Schrifttum und Initialornamentik’, Italia medioevale e umanistica, 1965, vol. VIII, 309—321, tav. VIII—X (in Gemeinschaft mit R. Quadri).

1966
- Реконструкция романо-германских средневековых рукописей (на материале ленинградских собраний): Автореферат диссертации на соискание ученой степени кандидата филологических наук, Ленинград 1966, 16 с.
- ‘Illuminierte Blätter eines neuartigen Junggelasianums’, Zeitschrift für schweizerische Archäologie und Kunstgeschichte, 1965/1966, Bd. 24, H. 1, 27—29, Taf. 17.
- ‘Sanktgallisch neumiertes Graduale mit sonst nur in Rom nachweislichen Gebeten’, Ibid., H. 4, 243—244, Taf. 93.
- ‘Фрагменты латинских рукописей VIII—X вв. из коллекций Академии наук СССР’, Средние века, Москва: Наука, 1966, вып. 29, 208—220.
- ‘Handschriftliches aus der Bibliothek der Akademie der Wissenschaften der UdSSR’, Ephemerides liturgicae, 1966, vol. 80, 193—195.
- ‘Leningrader fragmente der Dacheriana’, Studia Gratiana, 1966, vol. 9, 3—10, Taf. 1—2.
- ‘Zur Geschichte des Ostervigilgottesdienstes’, Archiv für Liturgiewissenschaft, 1966, Bd. IX, Hbd. 2, 412—417, [1 Taf.].
- ‘Leningrader Bruchstück Gregorii Turonensis Historiarum liber II’, Scriptorium, 1966, t. XX, № 1, 55—58, pl. 1.
- ‘Andreas der Erstberufene im mittelalterlichen Europa’, Sacris Erudiri, 1966, t. XVII, fasc. 2, 411—427, [3 pl.].
- ‘К культурным взаимосвязям Руси и Запада в XII веке’, Ricerche slavistiche, 1966, vol. XIV, 29—41, [2 tav.].

1967
- Пять рукописей Корпуса Юстиниана в собрании Ленинградского университета // Византийский временник. — Москва: Наука, 1967. — Т. XXVII. — С. 306—309.
- Святоша Никола // Wiener slavistisches Jahrbuch. — Graz-Koln, 1967. —  Bd. 14. — S. 88—93.
- ‘Апокрифы об Андрее Первозванном в средневековых романских рукописях’, Проблемы диахронии в изучении романских языков: Тезисы докладов, 21—24 июня 1967 года, Минск 1967, 121—123 (Министерство высшего и среднего специального образования Белорусской ССР, Минский государственный педагогический институт иностранных языков).
- ‘Ein «Vultus Trifrons» der Trinität in Leningrad’, Scriptorium, 1967, t. XXI, № 2, 295, pl. 32.
- ‘Le fragment de Léningrad F. v. l. 142’, Études Grégoriennes, 1967, vol. VII, 53—56.
- ‘Zur Überlieferung des Notkerischen Sequentiars’, Zeitschrift für schweizerische Archäologie und Kunstgeschichte, 1967, Bd. 25, H. 2, 89—90, Taf. 49.
- ‘Zur Geschichte der Verehrung des heiligen Nikolaus’, Archiv für Liturgiewissenschaft, 1967, Bd. X, Hbd. 1, 171—175, [1 Taf.].
- ‘Un nouveau témoin de la tradition manuscrite de l’Office des défunts’, Studia Musicologica, 1967, t. IX, fasc. 1/2, 187—189.

1968
- ‘Святоша Никола’, Wiener slavistisches Jahrbuch, 1967/1968, Bd. XIV, 88—93.
- ‘Die Entstehung der Veče-Republik in Novgorod und kirchliche Gegensätze’, [Aus dem Russischen übersetzt von P. Nitsche],Jahrbücher für Geschichte Osteuropas, 1968, Bd. 16, H. 3, 321—334.
- ‘Алексей Человек Божий в славянской рецензии византийской культуры’, Литературные связи древних славян, Ленинград: Наука, 1968, 109—126 (= Труды Отдела древнерусской литературы Института русской литературы АН СССР; [т.] XXIII).
- Морской поход Олега на Царьград // Судостроение, 1968  — № 4 (365). — С. 72—73.
- Былинные корабли Садко //Технология судостроения, 1968. — № 6. — С. 100—101.

1969
- О термине «корабль» //Судостроение, 1969. — № 2 (375). — С. 70—71.
- Андрей Первозванный в Повести временных лет // [Православный] Палестинский сборник. Выпуск 19 (82): Вопросы истории и культуры на Ближнем Востоке (древность и средневековье). — Л.: Наука, Ленинградское отделение, 1969. — С. 159—164.
- ‘Новое о святой Нино’, Конференция по вопросам археографии и изучения древних рукописей, Тбилиси, 3—5 ноября 1969 года: Тезисы докладов, Тбилиси: Мецниереба, 1969, 38—41.
- ‘Новый памятник немецкой палеографии в Библиотеке Академии наук СССР’, Вопросы германской филологии, Ленинград: Издательство Ленинградского университета, 1969, [вып.] II, 137—142.

1970
- ‘О новгородской культуре XII века’, Sacris Erudiri, 1969/1970, t. XIX, fasc. 2, 415—436, [2 pl.].
- ‘Rœrîn Sper’, Wolfram-Studien, Berlin: Erich Schmidt Verlag, 1970, [Bd. 1], 188—193 (= Veröffentlichungen der Wolfram von Eschenbach-Gesellschaft).
- ‘Испанская тема в «Секвенции о св. Евлалии»’, Первая Всесоюзная конференция по испанской филологии, 25—27 июня 1970 года: Тезисы докладов, Ленинград: Издательство Ленинградского университета, 1970, 77.
- ‘Магический кристал’, Временник Пушкинской комиссии 1967—1968, Ленинград: Наука, 1970, 92—95.
- Эмблема медицины // Клиническая медицина, 1970. —  № 12. — С. 126—129.
- Заметки к Киево-Печерскому патерику, Byzantinoslavica, 1970, t. XXXI, № 1, 42—49.

1971
- ‘Миф о Ладе’, Русский фольклор, Ленинград: Наука, 1971, [т.] XII: Из истории русской народной поэзии, 221—225.
- ‘Название Нередицкой церкви’, Русская речь, 1971, № 2, 135—136.
- ‘К реальному комментарию «Скупого рыцаря»’, Временник Пушкинской комиссии 1969, Ленинград: Наука, 1971, 101—103.
- ‘К тексту «Сказки о рыбаке и рыбке»’, Там же, 103—106.
- ‘О пушкинской «Вакхической песне»’, Русская литература, 1971, № 3, 77—81.
- ‘"Синие молнии"’, Поэтика и стилистика русской литературы: Памяти академика Виктора Владимировича Виноградова, Ленинград: Наука, 1971, 23—28.
- ‘Пушкинское «Сотворение мира»’, Die Welt der Slaven, 1971, Jg. XVI, H. 3, 242—250.

1972
- ‘Русско-византийские церковные противоречия в конце XI в.’, Феодальная Россия во всемирно-историческом процессе: Сборник статей, посвящённых Льву Владимировичу Черепнину, Москва: Наука, 1972, 216—224.
- ‘Über eine Darstellung der Kiever Malerei des 11. Jahrhunderts’, Studi Gregoriani, 1972, vol. IX, 367—373, [1 Taf.].
- ‘"Tatjanin den’" nella cultura russa’, Orientalia Christiana Periodica, 1972, vol. XXXVIII, fasc. I, 243—252.
- ‘О Прекрасной Даме’, Русская речь, 1972, № 6, 122—123.

1973
- ‘Пушкинский замысел «Беральда Савойского»’, Philologica: Исследования по языку и литературе, Ленинград: Наука, 1973, 341—344.
- ‘Из комментариев к пушкинским произведениям: [1. Армянское предание в «Гавриилиаде»; 2. О стихотворении «Горишь ли ты, лампада наша…»]’, Временник Пушкинской комиссии 1971, Ленинград: Наука, 1973, 73—82.
- ‘"Звонят колоколы вечныа в Великом Новегороде": (Славянские параллели)’, Славянские страны и русская литература, Ленинград: Наука, 1973, 238—245.
- Этюды к нередицким фрескам // Византийский временник. — Москва: Наука, 1973  — Т. 34. — С. 204—213.
- Золотой пояс Шимона. —  Византия; Южные славяне и Древняя Русь; Западная Европа: Искусство и культура: Сборник статей в честь В. Н. Лазарева. —  Москва: Наука, 1973. — С. 187—198.

1974
- ‘Пушкин и Песнь песней’, Временник Пушкинской комиссии 1972, Ленинград: Наука, 1974, 47—65.
- ‘Б. Л. Модзалевский (1874—1928)’, Известия Академии наук СССР, Серия литературы и языка, 1974, т. 33, № 3, 267—269.
- ‘О летописных статьях 1039 и 1131 гг.’, Летописи и хроники: Сборник статей 1973 г.: Посвящён памяти А. Н. Насонова, Москва: Наука, 1974, 111—114.
- О космологии Кирика Новгородца // Вопросы истории астрономии. Сборник 3 / АН СССР. Всесоюзное астрономо-геодезическое общество. Ленинградское отделение. Астрономическая секция. — Л.: Всесоюзное астрономо-геодезическое общество (ВАГО), 1974. — 194 с.
- ‘К символике нередицкой росписи’, Культура средневековой Руси: Посвящается 70-летию М. К. Каргера, Ленинград: Наука, 1974, 168—170.

1975
- ‘Старофранцузские миниатюры в легендарии Библиотеки Академии наук СССР’, Памятники культуры: Новые открытия: Письменность; Искусство; Археология, Ежегодник 1974, Москва: Наука, 1975, 349—353.
- ‘Грааль и «Голубиная книга»’, Актуальные проблемы советской романистики: Научная сессия, посвящённая 100-летию со дня рождения лауреата Ленинской премии академика В. Ф. Шишмарёва (1875—1975): Тезисы докладов, Ленинград: Издательство Ленинградского университета, 1975, 61—63.
- ‘О первом стихотворении Вл. Соловьева’, Русская литература, 1975, № 2, 209—210 (совместно с Н. И. Никитиным).
- ‘Об одном образе у Епифания Премудрого’, Там же, № 3, 223.
- ‘Об идейной функции церковнославянизмов в ранних произведениях М. Е. Салтыкова-Щедрина’, Там же, № 4, 120—122.
- ‘Отражение символики артуровского цикла в русской культуре XVIII века’, Русская литература XVIII века и её международные связи, Ленинград: Наука, 1975, 278—283 (= XVIII век; сб. 10).
- ‘Штамбух Лудольфа Штокгейма’, Труды Государственного Эрмитажа, 1975, [т.] XVI, 66—72.
- ‘О символике чеховской «Чайки»’, Die Welt der Slaven, 1974/1975, Bd. XIX/XX, 105—123.
- ‘Teodosio de Pechersk, San’, Gran enciclopedia Rialp, [1a editión], Madrid: Ediciones Rialp, 1975, t. XXII: Surrealismo — Ultraísmo, 224—225.

1976
- ‘Вопросы интерпретации антологической лирики: (Стихотворение Пушкина «В крови горит огонь желанья»)’, Анализ литературного произведения, Ленинград: Наука, 1976, 173—211.
- ‘Надпись древнейшего колокола Соловецкого монастыря: (предварительное сообщение)’, Памятники культуры: Новые открытия: Письменность; Искусство; Археология, Ежегодник 1975, Москва: Наука, 1976, 192—193.
- Поэтика старославянизмов, Сравнительное изучение литератур: Сборник статей к 80-летию академика М. П. Алексеева, Ленинград: Наука, 1976, 12—17.

1977
- ‘К семантике старославянской лексики’, Вопросы языкознания, 1977, № 2, 131—135.
- ‘О понятии и термине «прогресс»: (историографические заметки)’, О прогрессе в литературе, Ленинград: Наука, 1977, 238—262.
- ‘Статья Тита Бострского в Изборнике 1073 г.’, Изборник Святослава 1073 г.: Сборник статей, Москва: Наука, 1977, 307—316.
- ‘Надгробия Пушкиных в Псково-Печерском монастыре’, Временник Пушкинской комиссии 1974, Ленинград: Наука, 1977, 91—95.

1978
- ‘Время: (понятие и слово)’, Вопросы языкознания, 1978, № 2, 52—66.
- ‘К интерпретации старославянских цветообозначений’, Там же, № 5, 93—109.
- ‘О Десятинной церкви князя Владимира’, Восточная Европа в древности и средневековье: Сборник статей, Москва: Наука, 1978, 171—175.

1979
- ‘К семантическим закономерностям в лексике старославянского языка: (рогъ и его связи)’, Вопросы языкознания, 1979, № 2, 102—114.
- ‘Об одном восточном мотиве у Пушкина’, Пушкин в странах зарубежного Востока: Сборник статей, Москва: Наука, 1979, 144—155.
- ‘Teodosio de Pechersk, San’, Gran enciclopedia Rialp, 1a reimpresión, Madrid: Ediciones Rialp, 1979, t. XXII: Surrealismo — Ultraísmo, 224—225.

1980
- ‘Семантическая эволюция словосочетания насущный хлеб’, Вопросы языкознания, 1980, № 1, 76—82.
- ‘К истории адъективной флексии -ого’, Там же, № 5, 106—110.

1981
- О Минее Дубровского // Вопросы языкознания, 1981. — № 1. — С. 121—141.
- О старославянском искрь и его производных //Вопросы языкознания, 1981. — № 2. — С. 115—123.
- О работе И. В. Ягича над служебными Минеями 1095—1097 гг. // Вопросы языкознания, 1981. — № 5. — С. 93—105.
- ‘Из наблюдений над структурой служебных Миней’, Проблемы структурной лингвистики 1979, Москва: Наука, 1981, 263—278.
- ‘Семантика ц.-слав. хлябь’, Этимология 1979, Москва: Наука, 1981, 58—60.

Статьи в «Лермонтовской энциклопедии». —  Москва: Советская энциклопедия, 1981:
- «Атеней». — С. 40.
- Багратион-Имеретинский Дмитрий Георгиевич. — С. 43.
- «Баллада». — С. 47.
- Барятинские. — С. 50.
- «Бой». — С. 67 (совместно с И. С. Чистовой).
- Дантес (Dantès) Жорж Шарль. — С. 126.
- Кавалергардский полк. — С. 212 (совместно с Л. И. Кузьминой).
- Лафатер (Lavater) Иоганн Каспар. — С. 240.
- Лужин Иван Дмитриевич. — С. 267.
- «Московский вестник». — С. 289.
- Московский университет. — С. 289.
- Московский университетский благородный пансион. — С. 289—290.
- Орлов Алексей Федорович. — С. 356.
- Павлов Михаил Григорьевич. — С. 361.
- Перовские. — С. 409.
- Погодин Михаил Петрович. — С. 422—423.
- Полетика Александр Михайлович. — С.  425.

- Полетика Петр Иванович. — С. 425.

- Посвящение. — С. 434—435.
- Раич Семен Егорович.  — С. 461—462.
- Род Лермонтовых. — С. 467—468 (совместно с С. А. Панфиловой).
- Россильон Лев Васильевич. — С. 477.
- Стунеев Алексей Степанович.  С. 555.
- Чернышёв Александр Иванович. — С. 613.
- ‘Teodosio de Pechersk, San’, Gran enciclopedia Rialp, 2a reimpresión, Madrid: Ediciones Rialp, 1979, t. XXII: Surrealismo — Ultraísmo, 224—225.

1982
- ‘Еще раз о Минее Дубровского’, Вопросы языкознания, 1982, № 5, 90—94.
- ‘Сила: (понятие и слово)’, Этимология 1980, Москва: Наука, 1982, 50—56.
- ‘К структуре образа пушкинской Татьяны’, Проблемы структурной лингвистики 1980, Москва: Наука, 1982, 213—222.
- ‘Композиция «О тебе радуется»’, Руско-балкански културни връзки през средновековието, София: Издателство на Българската академия на науките, 1982, 356—363.
- Рец.: ’Славистические маргиналии к книге грузинского византолога: 1982]’, 1982, № 4, 168—178.

1983
- Золото в лазури // Проблемы структурной лингвистики. — Москва: Наука, 1983. — С. 265—278.
- К проблеме критерия художественности в старославянском литературном языке // Вопросы языкознания, 1983. — № 1.  С. 66—82.
- Старославянские  метаморфозы  западного  агиологического  сюжета // Духовная  культура  славянских народов. литература.  Фольклор. история.сборник статей к ІХ международному съезду славистов. л.,  1983. — С.  74—87.

1984
- ‘К истории культурных связей Древней Руси по данным календаря Остромирова Евангелия’, Древнейшие государства на территории СССР: Материалы и исследования, 1982 год, Москва: Наука, 1984, 130—138.
- Фрагмент культурной истории древних славян // Советское славяноведение, 1984. — № 1. — С. 57—67.
- ‘Новый источник для изучения лексики древнеболгарского языка’, Международный симпозиум по проблемам этимологии, исторической лексикологии и лексикографии: Тезисы докладов, Москва: Наука, 1984, 79—81.
- ‘Teodosio de Pechersk, San’, Gran enciclopedia Rialp, 3a reimpresión, Madrid: Ediciones Rialp, 1979, t. XXII: Surrealismo — Ultraísmo, 224—225.
- ‘Спешите делать добро!’, Русская речь, 1984, № 5, 130—132.
- ‘Монолит на Дворцовой’, Правда, 1984, 26 октября, № 300 (24191), 6.
- ‘Детище Монферрана’, Литературная Россия, 1984, 7 декабря, № 49 (1141), 16.

1985
- Стогны града // Русская речь, 1985. —  № 2. — С. 145—149.
- ‘К возникновению славянизма драгоцѣньнъ’, Этимология 1982, Москва: Наука, 1985, 85—86.
- ‘Об одном шедевре пушкинской любовной лирики: [О стихотворении «Сожженное письмо»]’, Русская речь, 1985, № 4, 24—28.
- Минея как тип средневековой книги // Советское славяноведение, 1985. —  № 5. — С. 64—78.
- Сохранить древности Килии // Советская культура, 1985, 2 ноября, № 132 (6076), 6 (совместно с А. Войченко и С. Павлишиной).
- ‘Мефодий Солунский и создание славянской письменности // Вестник Академии наук СССР, 1985. — № 9. — С. 114—119.
- ‘К интерпретации др.-рус. хомѣсторъ’, Этимология 1983, Москва: Наука, 1985, 103—106.

‘Лермонтовский «Демон» в Зимнем дворце’, Лермонтовский сборник, Ленинград: Наука, 1985, 315—318.
- Гимнография Киевской Руси: (филологическое исследование): Автореферат диссертации на соискание ученой степени доктора филологических наук, Ленинград 1985, 31 с.

1986
- ‘Пушкин о Дельвиге’, Русская речь, 1986, № 3, 29—32.
- ‘С чего начиналась лексика морской фауны?’, Там же, № 4, 119—125.
- ‘История одной эпиграммы из «Риторики» М. В. Ломоносова: [О стихотворении «На белых волосах у Аппия змия…»]’, Там же, № 6, 28—34.

1987
- ‘По обе стороны Чёрной речки’, Там же, 1987, № 1, 10—17.
- ‘"Сим победиши"’, Там же, № 2, 14—18.
- ‘Сир: (реалія і слово)’, Мовознавство, 1987, № 1 (121), 56—60.
- ‘На Бородинском поле’, Русская речь, 1987, № 4, 25—29.
- ‘У истоков лексики садоводства в славянских языках’, Советское славяноведение, 1987, № 3, 64—74.

1988
- ‘Хронометрия Киевской Руси’, Всесоюзная конференция «Методология и методика историко-словарных исследований, историческое изучение славянских языков, славянской письменности и культуры»: (К 175-летию со дня рождения академика И. И. Срезневского), 26—29 января 1988 г.: Тезисы докладов, Ленинград 1988, 51—53 (Министерство высшего и среднего специального образования РСФСР, Ленинградский государственный университет; Институт русского языка Академии наук СССР; Институт языковедения Академии наук УССР).
- Пушкин о московской речи // Русская речь, 1988. — № 3. — С. 20—24.
- ‘Хронометрия Киевской Руси’, Советское славяноведение, 1988, № 5, 57—69.
- Палати — Парламентский’,Словарь русского языка XI—XVII вв., Москва: Наука, 1988, вып. 14: (Отрава — Персоня), 131—155 (совместно с Л. Ю. Астахиной).
- ‘Первѣе — Первый’, Там же, 196—208.
- ‘Новое о ст.-слав. тризна’, Этимология 1985: Сборник научных трудов, Москва: Наука, 1988, 54—56.

1989
- ‘К истории древнерусского ономастикона’, Религии мира: История и современность, Ежегодник 1987, Москва: Наука, 1989, 191—213.
- ‘Об одной пушкинской эпиграмме: [О стихотворении «Лук звенит, стрела трепещет…»]’, Известия Академии наук СССР, Серия литературы и языка, 1989, т. 48, № 3, 215—230.
- ‘Teodosio de Pechersk, San’, Gran enciclopedia Rialp, 4a reimpresión, Madrid: Ediciones Rialp, 1979, t. XXII: Surrealismo — Ultraísmo, 224—225.
- ‘Несколько уточнений к «Словарю языка Скорины»’, Советское славяноведение, 1989, № 4, 86—94.
- Два этюда о словоупотреблении Пушкина: [1. Эпитет нерукотворный; 2. Приношенье в «Евгении Онегине»] // Вопросы литературы, 1989. — № 4. — С. 206—217.
- ‘Из истории чувства юмора’, Древнейшие государства на территории СССР: Материалы и исследования, 1987 год, Москва: Наука, 1989, 197—203.

1990
- ‘Названия планеты Венера в зеркале языка’, На рубежах познания Вселенной, Москва: Наука, 1990, 136—153 (= Историко-астрономические исследования; [Вып.] XXII).
- ‘О нелицеприятном: (лексикологические заметки на полях лексикографического труда)’, Slavia, 1990, roč. 59, č. 3, 294—298.

1991
- Страницы гимнографии Киевской Руси // Традиции древнейшей славянской письменности и языковая культура восточных славян. — Москва: Наука, 1991. — С. 69—143.
- ‘"Последование изобразительных"’, Там же, 143—146.
- ‘О стихотворении Пушкина «Напрасно я бегу к сионским высотам»’, Творчество Пушкина и зарубежный Восток: Сборник статей, Москва: Наука, 1991, 164—180.
- ‘Праславянское *gronziti и его связи’, Советское славяноведение, 1991, № 1, 42—44.
- Поэты предпочли быть непонятными: [Об имени собственном Тирза в поэме Лермонтова «Сашка»] // Вопросы литературы, 1991. — № 6.— С. 104—113.
- ‘Teodosio de Pechersk, San’, Gran enciclopedia Rialp, 5a reimpresión, Madrid: Ediciones Rialp, 1979, t. XXII: Surrealismo — Ultraísmo, 224—225.

1992
- У истоков христианства у славян // Славяноведение, 1992. — № 2. — С. 44—53.
- ‘Медиевистическая герменевтика чеховского символа’, Герменевтика древнерусской литературы X—XVII вв., Москва 1992, сб. 3, 414—429 (Российская Академия наук, Институт мировой литературы; Общество исследователей Древней Руси).

1993
- Временный государственный образовательный стандарт: Общее среднее образование: Литература: (Вариант), Москва 1993, 27 с. (Министерство образования Российской Федерации; Институт общеобразовательной школы Российской академии образования) (совместно с О. Ю. Богдановой, М. Г. Качуриным, Л. В. Тодоровым, А. Г. Кутузовым, А. И. Княжицким, В. Ф. Чертовым и Т. А. Калгановой).

1994
- ‘О знаниях Иоанна экзарха Болгарского по астрономии’, На рубежах познания Вселенной, Москва: ТОО «Янус», 1994, 138—141 (= Историко-астрономические исследования; [Вып.] XXIV).
- ‘[Письмо в редакцию: О книге Е. М. Верещагина «Вновь найденное богослужебное последование обретению мощей Климента Римского — возможное поэтическое произведение Кирилла Философа»]’, Славяноведение, 1994, № 6, 122.
- ‘О книге Е. М. Верещагина «Вновь найденное богослужебное последование обретению мощей Климента Римского — возможное поэтическое произведение Кирилла Философа»’, Palaeoslavica, 1994, vol. II, 329—330.

1995
- Пушкинские эпитафии: научное издание / М. Ф. Мурьянов; ред. А. В. Михайлов; РАН, Ин-т мировой лит. — М.: Наследие, 1995. — 111 с. — ISBN 5-201-13236-7
- Открытие уже открытого: [О книге Е. М. Верещагина «Вновь найденное богослужебное последование обретению мощей Климента Римского — возможное поэтическое произведение Кирилла Философа»] // Вопросы литературы, 1995. — №  1, — С. 351—352.
- Онегинский недуг // Вестник Российской академии наук, 1995. —Т. 65. — № 2. — 158—163.
- ‘"Заздравный кубок"’, Академические тетради, 1995, № 1, 23—29.
- ‘Из наблюдений над текстами Пушкина: [1. Эпитет «нерукотворный»; 2. «Приношенье» в «Евгении Онегине»; 3. «Разрыв потока»; 4. Набросок «Ведите же прежде телят…»]’, Московский пушкинист: Ежегодный сборник, Москва: Наследие, 1995, [вып.] I, 122—150.
- Пушкин на путях к познанию сущности театра // Вопросы литературы, 1995. —  Вып. VI. — С.103—131.

1996
- Из символов и аллегорий Пушкина / М. Ф. Мурьянов; РАН, Институт мировой литературы им. А. М.Горького. Пушкинская комиссия. — М.: Наследие, 1996. — 280 с. — (Пушкин в XX веке; вып. 2). — ISBN 5-201-13245-6
- ‘Рождение трагедии «Моцарт и Сальери»’, [Послесловие О. Н. Трубачева], Вестник Российской академии наук, 1996, т. 66, № 1, 63—68, портр.
- ‘Шахматный этюд’, Московский пушкинист: Ежегодный сборник, Москва: Наследие, 1996, [вып.] II, 128—134.
- ‘"Слово о полку Игореве" в контексте европейского средневековья’, Вступительная статья и комментарии О. Н. Трубачева, Комментарии и послесловие А. Б. Страхова, Palaeoslavica, 1996, vol. IV, 3—240.
- ‘Литературный дебют Александра Блока: (Стихи о Голубиной книге: текст, контекст и подтекст)’, Предисловие А. Л. Гришунина (С приложением неопубликованных воспоминаний Л. Д. Блок), Philologica, 1996, т. 3, № 5/7, 7—52.

1997
- Портрет Ленского // Вопросы литературы, 1997. — № 6.—C. 102—122

1999
- Символика розы в поэзии Блока // Вопросы литературы, 1999. — № 6. — C. 98—128

2003
- Гимнография Киевской Руси / М. Ф. Мурьянов; РАН, Институт философии. — М.: Наука, 2003. — 451 с. — (Серия «Памятники религиозно-философской мысли Древней Руси»). — ISBN 5-02-006179-4